# ONE PIECE 海賊無雙2
《航海王 海賊無雙2》為光榮特庫摩所開發，以《ONE PIECE》為題材的無雙動作遊戲，平台為PlayStation 3和PlayStation Vita，由南夢宮萬代發行，發售日是2013年3月20日。

## 登場人物
- 蒙其·D·魯夫
- 羅羅亞·索隆
- 娜美
- 騙人布
- 香吉士
- 多尼多尼·喬巴
- 妮可·羅賓
- 佛朗基
- 布魯克
- 馬可
- 赤犬
- 鷹眼
- 巴其
- 艾涅爾
- 白鬍子
- 托拉法爾加‧羅
- 培羅娜
- 波特卡斯·D·艾斯
- 青雉 庫山
- 沙·克洛克達爾
- 波雅·漢考克
- 「海俠」吉貝爾
- 黃猿
- 赤犬
- 斯摩格
- 巴索羅繆·大熊
- 卡普

## 發行版本
- PlayStation 3
- PlayStation Vita

## 外部連結
- 《航海王 海賊無雙2》官方網站（页面存档备份，存于）（日語）